# Underoath
Underoath (uneori stilizat underOATH sau UnderØATH) este o formație metalcore/post-hardcore din Tampa, Florida formată în 1998. Formația este formată în întregime de membri creștini. În prezent se află sub contract cu Solid State Records și este cea mai bine vândută formație a casei de discuri.
Împreună cu vocalistul Dallas Taylor, Underoath au realizat Act of Depression, Cries of the Past și The Changing of Times. După plecarea lui, solist devine Spencer Chamberlain cu care formația a lansat They're Only Chasing Safety și Define the Great Line, câștigând un disc de aur și ajungând pe cea mai mare poziție în topurile albumelor creștine din Billboard 200 din 1997. Aceste două albume i-au adus formației succesul comercial. După mai multe schimbări în componență, toboșarul Aaron Gillespie e singurul membru original al formației.
Formația a înregistrat un album CD/DVD intitulat Survive, Kaleidoscope, care a fost realizat pe 27 mai 2008. De la sfârșitul lui februarie până la începutul lui mai 2008, formația a înregistrat un nou album de studio numit Lost in the Sound of Separation, care a fost lansat pe 2 septembrie 2008, ajungând pe locul 8 în Billboard 200.

## Istoria formației

### Formarea șiAct of Depression(1998 – 1999)
În 1998, Dallas Taylor și chitaristul Luke Morton au format formația Underoath în dormitorul lui Taylon în Tampa, Florida. Mortor a conceput numele formației "de undeva din Biblie". Bateristul Aaron Gillespie, care a frecventat biserica lui Morton, a fost rugat să cânte cu ei. Gillespie a fost de acord, iar formația i-a recrutat pe chitaristul Corey Steger și basistul Octavio Fernandez; membrii trupei erau cu toții la liceu.
După ce au interpretat timp de un an la festivale și au avut turnee în zona Floridei, Underoath a semnat cu Takehold Records din Alabama în 1999. Luca Morton a părăsit trupa fără a apărea pe nici o înregistrare oficială. Formația a lansat albumul lor de debut, Act of Depression, care s-a vândut în 2000 de exemplare.

### Ø (Disambiguation)(2010)
În timpul turneului din septembrie 2007, Chamberlain a declarat de mai multe ori că formația va realiza un album la mijlocul anului 2008. A fost confimat mai târziu că va fi lansat pe 2 septembrie 2008. Înregistrările pentru album au început în martie 2008  și s-au încheiat în aprilie 2008. McTague a afirmat că viitorul album, „Lost in the Sound of Separation”, va fi considerabil mai „greu" decât „Define the Great Line".
În octombrie 2007, Underoath au început filmările pentru documentarul „Survive, Kaleidoscope". „The Audible Diversion Group", o mică exchipă de film, a filmat formația în timpul turneului din septembrie și în întregime „We Believe in Dino-Tours". Filmul a fost filmat în formatul ecranului 16:9, High Definition (720 p). Underoath au lansat CD/DVD-ul live „Survive, Kaleidoscope" pe 27 mai 2008. Albumul a ajuns pe poziția 81 în topurile Billboard 200. Formația a înregistrat concertul de la Electric Factory din Philadelphia în octombrie 2007.
La mijlocul anului 2008, Underoath a evoluat împreună cu formații ca Slipknot, Disturbed, Mastodon și Dragonforce la Turneul Rockstar Energy Mayhem de 30 orașe. Turneul a început pe 9 iulie 2008 și s-a încheiat pe 19 august în Buffalo, New York. După realizarea albumului „Lost in the Sound of Separation”  pe 2 septembrie 2008, Underoath va susține un turneu de promovare, împreună cu Saosin și The Devil Wears Prada, iar în diferite piețe, alături de P.O.S., person L și The Famine.
În prima săptămână, „Lost in the Sound of Separation” a debutat pe locul 8 în topurile Billboard 200, cu aproximativ 56.000 de exemplare vândute doar în S.U.A..

## Membri
- Spencer Chamberlain - voce screamo, chitară adițională (2003–prezent)
- Timothy McTague – chitară solo, voce de fundal (2001–prezent)
- James Smith – chitară ritmată (2003–prezent)
- Christopher Dudley – clape/sintetizatoare (2000–prezent)
- Grant Brandell - chitară bas (2002–prezent)
- Daniel Davison - tobe (2010–prezent)

### Foști membri
- Aaron Gillespie - tobe, voce (1998–2010)
- Dallas Taliaferro Taylor – voce screamo (1998–2003) (în prezent în Maylene and the Sons of Disaster)
- Simon Corey Steger – chitară ritmată, voce de fundal (1998–2000), chitară solo, voce de fundal (2001)
- Luke Morton – chitară solo (1998–1999)
- Ray Anasco – chitară bas (1998–1999)
- Octavio Fernandez – chitară ritmată (1999–2002) (în prezent în At the Wake)[22]
- Matthew Clark – chitară bas (1998–2000) (în prezent în Maylene and the Sons of Disaster and Kicked Out Heel Drag)[23]
- Billy Nottke – chitară bas (2000–2002)
- Kelly Scott Nunn – chitară ritmată (2002–2003) (în prezent în Maylene and the Sons of Disaster)

## Discografie

### Albume
| Coperta | Titlul                          | Data realizării   | Casa de discuri |
| ------- | ------------------------------- | ----------------- | --------------- |
|         | Act of Depression               | 4 iulie 1999      | Takehold        |
|         | Cries of the Past               | 4 iulie 2000      | Takehold        |
|         | The Changing of Times           | 26 februarie 2002 | Solid State     |
|         | They're Only Chasing Safety     | 15 iunie 2004     | Solid State     |
|         | Define the Great Line           | 20 iunie 2006     | Tooth & Nail    |
|         | Lost in the Sound of Separation | 30 august 2008    | Tooth & Nail    |
|         | Ø (Disambiguation)              | 2010              | Tooth & Nail    |
|         | Erase Me                        | 2018              | Fearless        |

### Single-uri
| Anul | Piesa                                                 | Album                           |
| ---- | ----------------------------------------------------- | ------------------------------- |
| 2002 | „When the Sun Sleeps"                                 | The Changing of Times           |
| 2004 | „Reinventing Your Exit"                               | They're Only Chasing Safety     |
| 2004 | „It's Dangerous Business Walking out Your Front Door" | They're Only Chasing Safety     |
| 2006 | „Writing on the Walls"                                | Define the Great Line           |
| 2006 | „In Regards to Myself"                                | Define the Great Line           |
| 2007 | „You're Ever So Inviting"                             | Define the Great Line           |
| 2007 | „A Moment Suspended in Time"                          | Define the Great Line           |
| 2008 | „Desperate Times, Desperate Measures"                 | Lost in the Sound of Separation |
| 2009 | "Too Bright to See, Too Loud to Hear"                 | Lost in the Sound of Separation |
| 2010 | "In Division"                                         | Ø (Disambiguation)              |
| 2011 | "Paper Lung"                                          | Ø (Disambiguation)              |
| 2013 | "Sunburnt"                                            | Anthology: 1999–2013            |
| 2013 | "Unsound"                                             | Anthology: 1999–2013            |
| 2018 | "On My Teeth"                                         | Erase Me                        |
| 2018 | "Rapture"                                             | Erase Me                        |
| 2018 | "ihateit"                                             | Erase Me                        |